# Баситханова, Эльмира Иркиновна
Эльмира Эркиновна Баситханова (узб. Elmira Erkinovna Basitkhanova; род. 10 ноября 1958 года, Ташкент, Узбекская ССР, СССР) — узбекский врач, государственный и политический деятель Узбекистана. В января 2020 года президент Узбекистана Шавкат Мирзиёев назначил её членом Сената Олий Мажлиса Республики Узбекистан IV созыва.

## Биография
Эльмира Эркинова родилась 10 ноября 1958 года. В 1981 году окончила направление «лечебное дело» Ташкентского государственного медицинского института.
С 1981 по 2011 год работала сначала врачом-интерном, затем анестезиолог-реаниматологом, позже заведующим отделения, главным врачом клинической больницы скорой неотложной помощи Ташкента.
В июне 2011 года была назначена заместителем премьер-министра Республики Узбекистан — председателем Комитета женщин Узбекистана. С 12 декабря 2016 года занимала пост заместителя министра здравоохранения Республики Узбекистан. С июня 2019 по 19 февраля 2020 года занимала должность вице-премьера Узбекистана, а также являлась председателем Комитета женщин Узбекистана.
В июне 2019 года она вновь возглавила комитет женщин Узбекистана и стала заместителем премьер-министра. В середине января 2020 года президент Шавкат Мирзиёев назначил её членом Сената.
С февраля 2020 года является первым заместителем министра по делам махалли и семьи Узбекистана.
С 3 июля 2020 года являлась первым зам. министра здравоохранения Узбекистана.